# 미나미히즈사촌
나미히즈사촌(南比都佐村)은 시가현 가모군에 있던 촌이다. 현재의 히노정 남서부에 해당한다.

## 역사
- 1889년 4월 1일 - 정촌제 시행에 의해 가모군 5촌 고카군 1촌의 구역을 가지고 성립하였다.
- 1955년 3월 16일 - 구 히노정, 미나미힛사촌, 기타힛사촌, 가이가케촌, 니시오지촌, 히가시사쿠라다니촌, 니시사쿠라다니촌과 합병해 새로운 히노정이 성립하여, 동일 미나미히즈사촌은 폐지되었다.

## 교통

### 철도
구촌 지역에 오미철도가 통과하지만 역은 소재하지 않았다.

## 참고문헌
- 角川日本地名大辞典 25 滋賀県